# Lophocebus aterrimus opdenboschi
Sous-espèce
Synonymes
- Cercocebus atterimus opdenboschi[2]
- Lophocebus albigena opdenboschi[2]
- Lophocebus aterrimus opdenboschi (Schouteden, 1944)[2]

Lophocebus aterrimus opdenboschi est une sous-espèce de primates de la famille des cercopithécidés qui vit en  Afrique.